# Leonard Bloomfield
Leonard Bloomfield, född 1 april 1887, död 18 april 1949, var en amerikansk lingvist, som hade stort inflytande på den strukturella lingvistikens utveckling i USA under 1930-, 40- och 50-talet. Han är mest känd för sin bok Language (utgiven 1933).
Bloomfield påbörjade också arbetet med att klassificera algonkinspråken, som talas i nordvästra Nordamerika och försökte återskapa ”uralgonkinska”.